# مسجد بينارانغ
مسجد بينارانغ هو أحد مساجد مقاطعة سولاوسي الجنوبية في مدينة بينارانغ، يقع المسجد في منطقة جالان ماجد سلطان حسن الدين في مدينة بينارانغ في إندونيسيا.

## البناء
مسجد بينارانغ الكبير بني على أرض واسعة، أما البناء فهو يتألف من طابقين مع اللون الأبيض في جسم المسجد واللون الأخضر في أسطح المسجد وفي القبب والماذن، المسجد هو تقليدي واستخدمت فيه العمارة الحديثة، السقف ثابت يوجد فيه ثلاث قباب، ويحوي المسجد أربعة أبراج في كل ركن من أركان المبنى الرئيسي للمسجد .